# SN 2005gl
SN 2005gl var en supernova i galaxen NGC 266. Den upptäcktes den 5 oktober 2005 vid Puckettobservatoriet i Georgia i USA och identifierades, oberoende av de amerikanska astronomerna, även av Yasuo Sano i Japan.

### Fotnoter
1. ↑  ”Circular No. 8615”. Central Bureau for Astronomical Telegrams, IAU. 12 oktober 2005. http://www.cbat.eps.harvard.edu/iauc/08600/08615.html. Läst 5 juli 2011.